# Sport Clube dos Portos de Bissau
L'Sport Clube dos Portos de Bissau és un club de Guinea Bissau de futbol de la ciutat de Bissau.
És habitual a la primera divisió nacional. Els seus colors són el blau i el blanc.

## Palmarès
- Copa de Guinea Bissau de futbol:[6]

1993, 1998, 2006